# 鈴木KC
鈴木KCは日本の作曲家、編曲家、キーボーディスト、ダンサー。
宮城県加美郡加美町（旧中新田町）出身。日本大学芸術学部放送学科中退
本名の鈴木啓司（すずきけいし）名義で活動することもある。

## 略歴
1993年、情念にトロンボーン奏者&コーラスとして参加。トラックメイクも手がけるようになり、ステージではコーラス&ダンス担当になる。
2000年頃から、かつて平沢進がプロデュースした折茂昌美のユニット「Shampoo」の編曲、ライブのサポートメンバーとして参加。2011年から正式なメンバーとなる。
2010年よりコンクリーツにキーボーディストとして参加。
2011年よりレ・ロマネスクの楽曲提供、編曲、ライブのサポートを行う。
2016年12月に舌癌を発症。長期治療中だったが、インフルエンザから肺炎を併発し、2018年1月30日死去。享年52歳。

## 主な作品
情念
- 無毛（1994年）
- 老人愛（1996年）
- 酢股（1999年）
- ザ・ベスト・オブ・情念（2004年）
- 空中楼閣（2006年）
- 情念温泉（2010年）

Shampoo
- Cold Sleep（2002年）
- Blizzard Drive（2011年）

コンクリーツ
- コンクリーツ大全集（2011年）

レ・ロマネスク
- Dandysme!（2011年）
- レ・ロマテラピー（2017年）

### 作曲・編曲
- 宮崎吐夢
  - あの女のハウス（2004年）
  - 今夜で店じまい（2004年）
  - 錦よさこい（2005年）
- レ・ロマネスク
  - 拙者サムライダンディー（2011年）
  - 津の女（2014年）
  - 裏ガール （2016年）
  - 飴と飴 （2016年）

### 編曲
- 南部のぶこ/My Supernova（2002年）
- ジアコギ
  - START（2003年）
  - ひまわり（2004年）
- レ・ロマネスク
  - ズンドコ節（2011年）
  - 祝っていた（2014年）
  - ジュテームのコリーダ（2015年）など多数

#### CM音楽
- 第一三共 カコナール
- 東芝 ルポ
- 銀座サロン・ド・ルポール
- こんがりブレッド
- 東京銀行
- 江崎グリコ トマトプリッツ
- SEED コンタクト
- 京セラ サムライ
- 花王ビオレ（台湾）
- 松下電器 エステジェンヌ
- 積水ハウス 家作り大見聞会
- フジテレビジョン ロイドのクリスマス
- 新日鉄 もしも鉄がなかったら
- ホーキー・パワー・ローター
- JT ハイライト・スペシャル・マイルド
- 丸井 キャンペーン’91
- ママースパゲッティ
- カルビー ポテトチップス
- リステリン
- 明治製菓 MZ
- ソニー ES
- キッコーマン めんつゆ
- イトーキ
- シャープ ホーム1125
- ソロモン
- メガネスーパー
- 三菱 オーブンレンジ
- SONY 音のワンポイントレッスン
- ツムラ
- サントリー 烏龍茶 クリスマス
- エースコック 天ぷらきつね
- 日本リーバ LUXスーパーリッチ
- メガネスーパー サウンドロゴ
- 角川書店
  - ニュータイプ・ザ・ライブ
  - 特撮エース
  - ザテレビジョン
  - ケロロ軍曹
  - コンプティーク
  - 角川スニーカー文庫
  - ASUKA
  - ニュータイプ
  - マクロス
- 全米販 おこめ券　ほか多数

## 関連人物
- 平沢進
- レ・ロマネスク